# Curiel de Duero
Curiel de Duero é um município da Espanha na província de Valladolid, comunidade autónoma de Castela e Leão, de área 18,75 km² com população de 126 habitantes (2007) e densidade populacional de 5,23 hab/km².

## Demografia
| Variação demográfica do município entre 1991 e 2004 | Variação demográfica do município entre 1991 e 2004 | Variação demográfica do município entre 1991 e 2004 | Variação demográfica do município entre 1991 e 2004 |
| --------------------------------------------------- | --------------------------------------------------- | --------------------------------------------------- | --------------------------------------------------- |
| 1991                                                | 1996                                                | 2001                                                | 2004                                                |
| 178                                                 | 135                                                 | 126                                                 | 98                                                  |